# Jessica Eriksson
Anna Jessica Eriksson, född 13 oktober 1975 i Eskilstuna Fors församling, är en svensk språkvetare och författare. Hon är sedan 2008 verksam vid Karlstads universitet. Åren 2018–2024 var hon dekan för lärarutbildningen vid universitetet. Hon har skrivit barnlitteratur och romantiska romaner, senast med romanserien Romantiska äventyr i Värmland, som hon författat i samarbete med sin partner, tidigare höjdhopparen Stefan Holm.

## Biografi
Eriksson växte upp i Hållsta utanför Eskilstuna. Efter studenten från Vårdgymnasiet i Eskilstuna sökte hon till socionomutbildning vid Lunds universitet, men bytte snart till teoretisk filosofi. Hon gick även på lärarutbildningen vid Högskolan i Örebro. Där blev hon uppmanad att söka forskarutbildning, och vid 22 års ålder blev hon antagen till forskarutbildning vid Uppsala universitet. Hon disputerade 2004 på en avhandling om Metta Magdalena Lillies dagbok från 1700-talet. Under 2008 var hon också redaktör för en källutgåva av dagboken genom Kungliga Samfundet för utgivande av handskrifter rörande Skandinaviens historia.
År 2008 fick Eriksson anställning som lektor vid Karlstads universitet. Hon utsågs 2011 till prefekt för Avdelningen för språk. År 2018 tillträdde hon rollen som dekan för lärarutbildningen. Hennes förordnande löpte ut 2024.
På Karlstads universitet träffade Eriksson den tidigare höjdhopparen Stefan Holm. Deras första gemensamma bok var barnboken Zombien i kombin. Från 2024 är författarparet knutet till Harper Collins för att ge ut en serie romaner under samlingsnamnet Romantiska äventyr i Värmland. Den första delen, Château vid vägens slut, släpptes i början av 2024.

### Akademisk litteratur
- Eriksson, Jessica (2004). Metta Magdalena Lillies dagbok : en 1700-talstext och dess språk. Uppsala: Uppsala universitet, Institutionen för nordiska språk
- Lillie, Metta (2008). Eriksson, Jessica. red. Metta Magdalena Lillies dagbok 1737-1750 : en västgötsk släktkrönika. Stockholm: Kungliga Samfundet för utgivande av handskrifter rörande Skandinaviens historia. ISBN 978-9-185-10434-5
- Eriksson, Jessica; Grönvall Fransson, Camilla; Johansson, Annelie (2013). Grammatik i teori och lärande praktik : från förskoleklass till åk 3. Ingarö: Columbus. ISBN 978-91-85617-19-7
- Eriksson, Jessica; Alvarsson, Louise; Mahmoodan, Tahereh (2016). Flax : en flygande start till språk och kultur i Sverige. Ingarö: Columbus. ISBN 978-91-85617-27-2
- Eriksson, Jessica (2018). Mera Flax : samhälle, värderingar och språk. Ingarö: Columbus. ISBN 978-91-85617-37-1

### Skönlitteratur
- Eriksson, Jessica (2018). TriXieBell och Rymdkatten. Stockholm: Vulkan. ISBN 978-91-639-5218-0
- Eriksson, Jessica; Holm, Stefan (2019). Zombien i kombin. Hägersten: Pug. ISBN 978-91-88699-18-3
- Eriksson, Jessica; Holm, Stefan (2022). Brud på rymmen. Grimeton: Everlasting Publisher. ISBN 978-91-88989-28-4
- Eriksson, Jessica; Holm, Stefan (2023). Människor som hör ihop. Grimeton: Everlasting Publisher. ISBN 978-91-88989-56-7
- Eriksson, Jessica; Holm, Stefan (2024). Château vid vägens slut. HarperLove. ISBN 978-91-509-7687-8
- Eriksson, Jessica; Holm, Stefan (2024). Château under stormande himmel. HarperLove. ISBN 978-91-509-7815-5
- Eriksson, Jessica; Holm, Stefan (2024). Château för uppfyllda drömmar. HarperLove. ISBN 978-91-509-7911-4
- Eriksson, Jessica; Holm, Stefan (2025). Ett sista hopp. HarperLove. ISBN 978-91-509-8226-8